# Cephalothrix mediterranea
Cephalothrix mediterranea är en djurart som tillhör fylumet slemmaskar, och som beskrevs av Gerner 1969. Cephalothrix mediterranea ingår i släktet Cephalothrix och familjen Cephalothricidae. Inga underarter finns listade i Catalogue of Life.